# Campeonato Brasileiro Série A 2015
In 2015 werd de 59ste editie van de Campeonato Brasileiro Série A gespeeld, de hoogste voetbalklasse van Brazilië. De competitie werd gespeeld van 9 mei tot 6 december. Corinthians werd kampioen. 
Aan de competitie namen 20 clubs deel. Zij speelden in één grote groep en speelden een uit- en thuiswedstrijd tegen elk ander team in de competitie. De club met de meeste punten na 38 speelrondes, werd kampioen. Ondanks het feit dat Criciúma vorig jaar degradeerde is het de eerste keer sinds 1979, toen er nog negentig clubs deelnamen aan de Série A, dat er vier clubs uit de staat Santa Catarina in de hoogste klasse speelden. Drie van de vier promovendi moesten na één jaar al terug naar de Série B. 

## Stadions en locaties
| Club                | Stad           | Stadion                         | Capaciteit    |
| ------------------- | -------------- | ------------------------------- | ------------- |
| Atlético Mineiro    | Belo Horizonte | Independência Mineirão          | 23.018 42.372 |
| Atlético Paranaense | Curitiba       | Arena da Baixada                | 42.372        |
| Avaí                | Florianópolis  | Ressacada                       | 17.826        |
| Chapecoense         | Chapecó        | Arena Condá                     | 22.600        |
| Corinthians         | São Paulo      | Arena Corinthians               | 47.605        |
| Coritiba            | Curitiba       | Couto Pereira                   | 40.310        |
| Cruzeiro            | Belo Horizonte | Mineirão                        | 62.547        |
| Figueirense         | Florianópolis  | Orlando Scarpelli               | 19.584        |
| Flamengo            | Rio de Janeiro | Maracanã                        | 78.838        |
| Fluminense          | Rio de Janeiro | Maracanã                        | 78.838        |
| Goiás               | Goiânia        | Serra Dourada                   | 41.574        |
| Grêmio              | Porto Alegre   | Arena do Grêmio                 | 56.500        |
| Internacional       | Porto Alegre   | Beira-Rio                       | 56.000        |
| Joinville           | Joinville      | Arena Joinville                 | 22.400        |
| Palmeiras           | São Paulo      | Allianz Parque                  | 43.713        |
| Ponte Preta         | Campinas       | Moisés Lucarelli                | 19.728        |
| Santos              | Santos         | Vila Belmiro                    | 16.798        |
| São Paulo           | São Paulo      | Morumbi                         | 67.052        |
| Sport do Recife     | Recife         | Ilha do Retiro Arena Pernambuco | 35.020 46.154 |
| Vasco da Gama       | Rio de Janeiro | Maracanã São Januário           | 78.838 24.584 |

## Eindstand
| Plaats | Club                | Wed. | W  | G  | V  | Saldo | Ptn. |
| ------ | ------------------- | ---- | -- | -- | -- | ----- | ---- |
| 1.     | Corinthians         | 38   | 24 | 9  | 5  | 71:31 | 81   |
| 2.     | Atlético Mineiro    | 38   | 21 | 6  | 11 | 65:47 | 69   |
| 3.     | Grêmio              | 38   | 20 | 8  | 10 | 52:32 | 68   |
| 4.     | São Paulo           | 38   | 18 | 8  | 12 | 53:47 | 62   |
| 5.     | Internacional       | 38   | 17 | 9  | 12 | 39:38 | 60   |
| 6.     | Sport               | 38   | 15 | 14 | 9  | 53:38 | 59   |
| 7.     | Santos              | 38   | 16 | 10 | 12 | 59:41 | 58   |
| 8.     | Cruzeiro            | 38   | 15 | 10 | 13 | 44:35 | 55   |
| 9.     | Palmeiras           | 38   | 15 | 8  | 15 | 60:51 | 53   |
| 10.    | Atlético Paranaense | 38   | 14 | 9  | 15 | 43:48 | 51   |
| 11.    | Ponte Preta         | 38   | 13 | 12 | 13 | 41:40 | 51   |
| 12.    | Flamengo            | 38   | 15 | 4  | 19 | 45:53 | 49   |
| 13.    | Fluminense          | 38   | 14 | 5  | 19 | 40:49 | 47   |
| 14.    | Chapecoense         | 38   | 12 | 11 | 15 | 34:44 | 47   |
| 15.    | Coritiba            | 38   | 11 | 11 | 16 | 31:42 | 44   |
| 16.    | Figueirense         | 38   | 11 | 10 | 17 | 36:50 | 43   |
| 17.    | Avaí                | 38   | 11 | 9  | 18 | 38:60 | 42   |
| 18.    | Vasco da Gama       | 38   | 10 | 11 | 17 | 28:54 | 41   |
| 19.    | Goiás               | 38   | 10 | 8  | 20 | 39:49 | 38   |
| 20.    | Joinville           | 38   | 7  | 10 | 21 | 26:48 | 31   |

|  | Landskampioen en gekwalificeerd voor tweede fase Copa Libertadores 2016 |
|  | Gekwalificeerd voor tweede fase Copa Libertadores 2016                  |
|  | Gekwalificeerd voor eerste fase Copa Libertadores 2016                  |
|  | Gekwalificeerd voor 1/8 finale Copa do Brasil 2016                      |
|  | Gekwalificeerd voor Copa Sudamericana 2016                              |
|  | Degradatie naar Série B                                                 |

### Kampioen
| Campeonato Brasileiro Série A 2015 |
| São Paulo                          |
| ---------------------------------- |
| CORINTHIANS Kampioen (6° titel)    |

## Topschutters
| Speler              | Speler           | Goals | Club             |
| ------------------- | ---------------- | ----- | ---------------- |
| Vlag van Brazilië   | Ricardo Oliveira | 20    | Santos           |
| Vlag van Brazilië   | Vágner Love      | 14    | Corinthians      |
| Vlag van Brazilië   | Jádson           | 13    | Corinthians      |
| Vlag van Brazilië   | André            | 13    | Sport            |
| Vlag van Argentinië | Lucas Pratto     | 13    | Atlético Mineiro |
| Vlag van Brazilië   | Henrique Almeida | 12    | Coritiba         |
| Vlag van Brazilië   | Vitinho          | 11    | Internacional    |
| Vlag van Brazilië   | Willian          | 11    | Cruzeiro         |